# Temognatha alternata
Temognatha alternata es una especie de escarabajo del género Temognatha, familia Buprestidae. Fue descrita científicamente por Lumholtz en 1889. Algunos ejemplares de esta especie se encuentran conservados en el Museums Victoria, en Melbourne, Victoria (Australia).
Esta especie es endémica de Queensland, Australia. Poco se sabe de este espectacular escarabajo que nunca ha sido descrito formalmente, ya que el nombre se toma de Lumholtz (1889, 1980), sin ninguna descripción.
Las plantas hospedadoras adultas en esta especie incluyen Corymbia gummifera y Corymbia polycarpa.
Se desconoce su dieta.

## Descripción
Temognatha alternata crece hasta 26 mm. Es fácilmente reconocible con sus bandas de color amarillo brillante y rojo en los élitros de color azul verdoso. La cabeza y el tórax son de color verde azulado oscuro. Los élitros están alineados con hileras de pozos finos a lo largo de su longitud, lo que les da una apariencia surcada.